# Schalk Verhoef
Schalk Verhoef (Rotterdam, 5 d'agost de 1935 - Ídem, 18 de gener de 1997) va ser un ciclista neerlandès. Com a ciclista amateur aconseguí una medalla de bronze al Campionat del món de 1957, per darrere del belga Louis Proost i l'italià Arnaldo Pambianco.

## Palmarès
- 1955
  -  Campió dels Països Baixos amateur en ruta
- 1956
  - Vencedor d'una etapa a l'Olympia's Tour
- 1957
  - Vencedor d'una etapa a l'Olympia's Tour
- 1960
  - Vencedor d'una etapa a la Volta als Països Baixos